# Carl Hasselquist
Carl Justus Hasselquist, född 4 september 1830 i Kalmar domkyrkoförsamling, död där 14 juni 1892, var en svensk konsul och riksdagsman. Hasselquist är begravd på Södra kyrkogården i Kalmar.